# 15924 Axelmartin
A 15924 Axelmartin (ideiglenes jelöléssel 1997 VE5) a Naprendszer kisbolygóövében található aszteroida. B. Koch fedezte fel 1997. november 7-én.